# Vacrothele
Genre
Vacrothele est un genre d'araignées mygalomorphes de la famille des Macrothelidae.

## Distribution
Les espèces de ce genre se rencontrent en Chine, au Japon et à Taïwan.

## Liste des espèces
Selon World Spider Catalog (version 26, 13/04/2025) :
- Vacrothele amamiensis (Shimojana & Haupt, 1998)
- Vacrothele baiseensis Zheng, Zhao & Yang, 2025
- Vacrothele digitata (Chen, Jiang & Yang, 2020)
- Vacrothele emei (Lin & Li, 2021)
- Vacrothele fuyuanensis Zheng, Zhao & Yang, 2025
- Vacrothele hunanica (Zhu & Song, 2000)
- Vacrothele jiangkouensis Zheng, Zhao & Yang, 2025
- Vacrothele palpator (Pocock, 1901)
- Vacrothele pseudohunanica Tang, Wu, Zhao & Yang, 2022
- Vacrothele taiwanensis (Shimojana & Haupt, 1998)
- Vacrothele uncata Tang, Wu, Zhao & Yang, 2022
- Vacrothele yaginumai (Shimojana & Haupt, 1998)
- Vacrothele yunnanica (Zhu & Song, 2000)

## Systématique et taxinomie
Ce genre a été décrit par Tang et Yang en 2022 dans les Macrothelidae.

## Publication originale
- Tang, Wu, Zhao & Yang, 2022 : « Description of a new genus and two new species of the funnel-web mygalomorph (Araneae: Mygalomorphae: Macrothelidae) from China with notes on taxonomic amendments. » Zootaxa, no 5125(5), p. 513-535.